# Chess24.com
Chess24 — сайт для игры в шахматы онлайн, основанный в 2014 году немецким гроссмейстером Яном Густаффсоном вместе с Энрике Гузманом.

## История
В 2014 году у немецкого гроссмейстера Яна Густаффсона появилась идея создания на базе гамбургского шахматного клуба небольшого шахматного видеосайта. Он поделился ей с Энрике Гузманом, который на тот момент уже был сооснователем компании в области образования. Тот, в свою очередь, ответил, что шахматы «научили его структурированному и стратегическому мышлению» и поэтому он хотел бы привнести что-нибудь своё в шахматный мир, но при одном условии: «мы должны создать лучший шахматный сайт в мире».
В 2019 году chess24 объединил усилия с компанией Магнуса Карлсена Play Magnus. После этой сделки бывшие владельцы сайта стали самыми крупными акционерами Play Magnus, а Карлсен с тех пор принимает активное участие в развитии chess24.
На данный момент chess24 активно сотрудничает со многими известными шахматистами, такими, как Вишванатан Ананд, Алиреза Фируджа, Пётр Свидлер, Рустам Касымджанов, Франсиско Вальехо Понс, Давид Антон Гихарро, Лоуренс Трент и другими. Также сайт является официальной площадкой для трансляции большого количества крупных оффлайн-турниров, таких, как Кубок мира по шахматам, Tata Steel Chess, Дортмунд и т. д.
В 2022 году была куплена компания Play magnus компанией chess.com, что делает chess.com владельцем chess24.
31 января 2024 года сайт и мобильные приложения chess24 прекратили свою работу. При открытии домена идет переадрессация на домен сайта chess.com.

## Премиум-подписка
На chess24 присутствует платная премиум-подписка стоимостью в 12,99€ в месяц или 129,99€ в год, позволяющая пользователю получить доступ к обучающим роликам, электронным книгам, базе партий с дебютной книгой и многому другому. Также на сайте есть своя реферальная система.
После покупки сайтом chess.com премиум подписка больше недоступна к покупке.

## Турниры
С сентября 2019 по апрель 2020 года на chess24 проходил большой онлайн-турнир по блицу — Banter Blitz Cup с участием Магнуса Карлсена, Алирезы Фируджи, Гаты Камского, Рамешбабу Прагнанандхи, Давида Антона Гихарро и Леньера Домингеса с призовым фондом 50 000$ для участников, включая 5 000$ для стримеров. Турнир завершился 15 апреля 2020 года, когда Фируджа со счётом 8,5:7,5 победил Карлсена.

### Magnus Carlsen Invitational

Логотип турнира Magnus Carlsen Invitiational

18 апреля[чего?] на chess24 стартует онлайн-чемпионат Magnus Carlsen Invitational, призовой фонд которого составит 250 000$ и будет предоставлен Магнусом Карлсеном. Окончательный список участников был объявлен 12 апреля.